# Francis Dereham
Francis Dereham (? – popraven 10. prosince 1541) byl syn Johna Derehama a Izabely Paynellové. V letech 1538–1539 měl poměr s Kateřinou Howardovou během svého pobytu v domě vévodkyně vdovy Anežky Howardové. Když přišel ke dvoru, tak královnu Kateřinu Howardovou vydíral a tak ho musela jmenovat jako svého osobního tajemníka. V srpnu 1541, kdy vztah vyšel najevo, byl zatčen (spolu s ním byl zatčen také Thomas Culpeper). Byl souzen a odsouzen k trestu smrti za velezradu. Dne 10. prosince 1541 byl oběšen a rozčtvrcen.